# ABNCoV2
ABNCoV2 je razvojni naziv jednog od dva danska kandidata za vakcinu protiv bolesti, kovid 19 izazvanog virusom SARS-Kov-2 . Drugu vakcinu razvija Institut za serum Statens i već je javno predstavljena pod nazivom CoVAXIX.

## Istorija
Vakcina ABNCoV2 je razvijen na osnovu obećavajućeg razvoja na Univerzitetu u Kopenhagenu od strane istraživačkog tima na čelu sa Adamom S. Bertelsenom. Tim za istraživanje kandidata za vakcinu osmislio je novu metodu za razvoj vakcine, koristeći do tada stečena znanja. Rad na izradi  i razvoju ovog kandidata za vakcinu započeo je u proleće 2020. godine, odmah nakon što se pandemija kovida 19 zahvatila Dansku. 
Farmaceutska kompanija Bavaria pridružila se razvoju vakcine kroz svoju dansku Bavarian Nordic podružnicu, kako bi omogućilanjen dalji razvoj, i  faze testiranja za koje su izdvojili prema proračunu 200 miliona Danskih kruna  (pored financijske podrške danske države i drugih fondova).
Dana 8. marta 2021. godine Bavarian Nordic najavio je da je kandidat za vakcinu spreman i da će započeti prva istraživanja na ljudima. U ovom trenutku u svetu je već razvijeno nekoliko vakcina, odobrenih i u upotrebi. 
Istraživački tim koji stoji iza kandidata za vakcinu, kao i Bavarian Nordic-a, ukazali su na vrlo rspektivne rezultate i u ovom trenutku je ocenjeno da bi buduće mutacije mogle omogućiti ABNCoV2 da zameni prethodne vakcine. Prva ljudska testiranja počela su u Holandiji u Medicinskom centru Radhoud, Sa oko 40 volontera u kombinovanoj prvoj i drugoj fazi programa. Ovde se lokalni istraživački tim koji je radio sa sličnom tehnologijom sada pridružio ABNCoV2 nakon što su njihov vlastiti kandidat nije pokazao zadovoljavajuće rezultate.
Brojni univerziteti i kompanije sada su se pridružili snagama zajedničkog rada sa Univerzitetom u Kopenhagenu i  Bavarian Nordic-om pod Konzorcijumom  PREVENT-nCoV , uz dodatnu finansijsku podršku programa Evropske unije.

## Eksperimentalna faza 1 i 2
U ponedeljak, 9. avgusta 2021. godine, konzorcijum je najavio da je  1 faza završila sa dobrim i obećavajućim rezultatima na uzorku od 45 ispitanika. Nije bilo ozbiljnih neželjenih reakcija i a vakcina se pokazala otpornom na sve postojeće mutacije izazivača korone 19. Takođe značajno je povećan i nivo antitela, koji je prema merenju i do 12 puta veći nego kod osoba koje nisu primile vakcinu a preležale su kovid 19.  
Faza 2 počela je odmah nakon prve u avgustu mesecu 2021. godine u dva centra u Nemačkoj.  Testiranje je sprovedeno sa 100 µg ABNCoV2 kod inicijalno seronegativnih odraslih subjekata (Grupa 1), kako je utvrđeno kvalitativnim testom na SARS-CoV-2 antitela, u poređenju sa jednom dodatnom vakcinacijom sa 100 µg ABNCoV2 kod seropozitivnh subjekta (Grupa 2), kako je definisano pozitivnim kvalitativnim testom na SARS-CoV-2 antititela i anamnezom vakcinacije protiv SARS-CoV-2 ili prethodne bolesti kovid19 najmanje 3 meseca pre upisa.
U objavljenim rezultatima, pored navedenog, konzorcijum izveštava da početni rezultati pokazuju nivo antitela do 4,1 puta veći od vodećih vakcina mrNA, proizvođača Pfizer-Biontech-a i Moderna.
Rezultati takođe  pokazuju da se vrlo visoki nivo antitela dobija čak i sa malim dozamavakcine  i da će se u trećoj eksperimentalnoj fazi testirati doziranje jedne petina doze od one koja je korišćena u fazi 1.

## Viidi još
- Vakcina protiv kovida 19

## Spoljašnje veze
|  | Molimo Vas, obratite pažnju na važno upozorenje u vezi sa temama iz oblasti medicine (zdravlja). |